# Flavio Cresconio Coripo
Flavio Cresconio Coripo (lat.: Flavius Cresconius Corippus) fue un poeta épico romano tardío del siglo VI cuya época de florecimiento fue la de los emperadores bizantinos Justiniano I y Justino II. Las obras principales de Coripo son el poema épico Johannis y el panegírico In laudem Justini minoris. Coripo fue probablemente el último autor latino importante de la Antigüedad tardía.

## Biografía
Coripo era nativo de África y en uno de los manuscritos es llamado grammaticus (profesor). Ha sido identificado a veces, pero sin base suficiente, con Cresconio, un obispo africano (siglo VII), autor de un Concordia Canonus, o colección de leyes eclesiásticas.
Nada se sabe de Coripo aparte de los que aparece en sus propios poemas. Parece haber ocupado la oficina de tribuna o notaría (scriniarius) bajo Anastasio, tesorero oficial y chambelán de Justiniano I, al final de cuyo reinado dejó África por Constantinopla, aparentemente como consecuencia de haber perdido sus propiedades durante las guerras moras y vandálicas.

## Obra
Fue autor de dos poemas, de considerable importancia para la historia de la época, uno de los cuales no fue descubierto hasta comienzos del siglo XIX. Este último, dedicado a los nobles de Cartago, que fue compuesto en primer lugar, se titula Johannis o De bellis Libycis, y relata el derrocamiento de los moros por parte un tal Juan Troglita, magister militum en el 546. Está formado por ocho libros (el último sin terminar) y contiene unos cinco mil hexámetros. El relato comienza con el envío de Juan al escenario de la guerra por parte de Justiniano, y termina con la decisiva victoria cerca de Cartago (548).
El otro poema (In laudem Justini minoris), en cuatro libros, contiene la muerte de Justiniano, la coronación de su sucesor Justino II (13 de noviembre de 565) y los primeros sucesos de su reinado. Está precedido por un prefacio, y un corto y sobrecargado panegírico sobre Anastasio, el patrón del poeta. El Laus fue publicado en Amberes en 1581 por Miguel Ruiz de Azagra, secretario del emperador Rodolfo II, a partir de un manuscrito del siglo IX o X.
El prefacio contiene una referencia a una obra previa del autor sobre las guerras en África, y aunque Johannes Cuspinianus (1473–1529) en su De Caesaribus et Imperatoribus afirmaba haber visto un manuscrito de la misma en la biblioteca de Buda (destruida por Suleiman II en 1527), no fue hasta 1814 cuando fue descubierto en Milán por el cardenal Mazzucchelli, bibliotecario de la Biblioteca Ambrosiana, en el codex Trivultianus (en la biblioteca del marqués Trivulzi), el único manuscrito de Johannis aún conservado.
El Johannis «no sólo es una fuente histórica valiosa sino una obra de destacado mérito poético.» Proporciona una descripción de la tierra y la gente del África romana tardía, que registra conscientemente las impresiones de un inteligente observador nativo. Muchas de sus sentencias sobre las maneras y costumbres son confirmadas tanto por fuentes antiguas independientes (como Procopio) como por el conocimiento sobre los bereberes modernos.

## Estilo e influencias
Virgilio, Lucano y Claudiano fueron los principales modelos del poeta. El Laus, que fue escrito cuando ya contaba con una avanzada edad, aunque estropeado por un servilismo «bizantino» y una flagrante adulación a un objeto en modo alguno digno, arroja mucha luz sobre las ceremonias cortesanas de la Roma tardía, como el relato de la ascensión de Justino y la recepción de la embajada de los ávaros.
En general el lenguaje y la métrica de Coripo, considerando la época en la que vivió y el hecho de que no era un italiano nativo, es destacablemente puro. Que fuese cristiano es algo probable debido a los indicios negativos, como la completa ausencia de los accesorios mitológicos habituales en un poema épico, las alusiones positivas a las Sagradas Escrituras y el pasaje altamente ortodoxo de Laus iv.294 y siguientes. Las ediciones de Johannis por Pietro Mazzucchelli (1820) y del Laus por Pierre-François Foggini (1777) siguen siendo valiosas por sus comentarios. Ambas están incluidas en el volumen 28.º del Corpus scriptorum historiae Byzantinae.